# Soum (Senegal)
Soum ist eine stadtische Gemeinde (commune) im Département Foundiougne der Region Fatick, gelegen im zentralen Westen Senegals. Der Ort zählte traditionell zu den größten Dörfern (villages) in Senegal.

## Geographische Lage
Die städtische Gemeinde Soum liegt im Norden des Départements und gehört zum Erdnussbecken Senegals. Sie liegt am Ostrand des Saloum-Deltas auf der Westspitze der Insel Loog, benachbart zur Stadt Foundiougne und zur Gemeinde Mbam. Umgeben ist die Insel von dem Saloum-Hauptarm im Norden und seinem Seitenarm Diombos im Süden. Beide sind westlich von Soum unter dem Einfluss der Gezeitenströmung über ein Geflecht mäandrierender Bolongs miteinander verbunden und bilden dort ein amphibisches Mangrovengebiet. Soum verfügte früher in Ufernähe über Salzgärten und über Ländereien auf den beiden westlich benachbarten Inseln Poro (für Baumwollanbau) und Baout (für Reisanbau) sowie über den Flusshafen Annagar.
Soum liegt fünf Kilometer südlich der Départementspräfektur Foundiougne und 125 Kilometer südöstlich der Hauptstadt Dakar. Das Gemeindegebiet hat eine Fläche von 2,008 km². Benachbarte Kommunen sind im Uhrzeigersinn Djirnda und Fimela im Westen, Foundiougne im Norden, Mbam im Osten, und im Süden Djilor.

## Geschichte
Traditionell war Soum nie Teil eines Königreiches und der Zutritt sei den Mitgliedern von Königsfamilien verboten gewesen. Dieses Verbot habe viele Menschen vor den Exzessen ihrer Machthaber hierher fliehen lassen. Soum sei stets eine Insel des Friedens und der Freiheit gewesen und diese Besonderheit sei ein Grund für die starke Zunahme der Bevölkerung gewesen.
Das Dorf Soum war seit 1972 Teil der Landgemeinde (communauté rurale) Djilor. Im Jahr 2008 wurde Soum per Dekret aus der Landgemeinde ausgegliedert und erhielt den Status einer städtischen Gemeinde (commune).

## Bevölkerung
Die letzten Volkszählungen ergaben jeweils folgende Einwohnerzahlen:
| Jahr | Einwohner |
| ---- | --------- |
| 1988 | –         |
| 2002 | –         |
| 2013 | 5044      |
| 2023 | 6159      |

Im Jahr 1988 zählte das Dorf Soum 2644 Einwohner und war das mit Abstand größte Dorf der damaligen Landgemeinde Djilor vor dem Dorf Mbam (1508 Einwohner) und dem Hauptort Djilor (1346 Einwohner).

## Verkehr
Soum liegt abseits des Netzes der Nationalstraßen. Das Projekt eines 17,5 Kilometer langen asphaltierten Insel-Straßenrings, der alle Ortschaften auf Loog miteinander verbinden sollte, „la boucle du Loog“, wurde im August 2014 nach wenigen Monaten Bauzeit im Anfangsstadium eingestellt. Nur eine fünf Kilometer lange Staubpiste führt nach Foundiougne und zur N 9 im Norden und verbindet die Gemeinde so mit dem Rest des Landes. Die Belieferung der überregionalen Märkte mit den hier erzeugten Fischerei- und Agrarprodukten setzt jedoch jederzeit befahrbare Straßen voraus.

## Wirtschaft
Soum erzeugte viel Reis, Baumwolle und Salz und war mit seinen Handelsbeziehungen lange Zeit ein wirtschaftliches Zentrum des Loog. Soum verfügte damals über Ländereien auf den beiden westlich benachbarten Inseln Poro (für die Baumwollanbau) und Baout (für den Reisanbau). Der Flusshafen Annagar diente dem Salzhandel.